# Système d'alertes rapides des séismes (Japon)
Le Japon dispose d'un système d'alertes rapides des séismes (緊急地震速報, Kinkyū jishin sokuhō). Ce système, lancé le 1er octobre 2007, permet de prévenir les habitants le plus rapidement possible qu'un tremblement de terre est survenu afin que ces derniers puissent s'en protéger. L'alerte est donnée par l'agence météorologique du Japon et est relayée notamment à la radio et à la télévision lorsque l'intensité d'un tremblement de terre est estimée à au moins 5- (intensité forte) sur l'échelle de Shindo.